# Новоселець
Новосе́лець (болг. Новоселец) — село в Сливенській області Болгарії. Входить до складу общини Нова Загора.

## Населення
За даними перепису населення 2011 року у селі проживали 436 осіб.
Національний склад населення села:
| Національність   | Кількість осіб | Відсоток |
| ---------------- | -------------- | -------- |
| болгари          | 390            | 91,1 %   |
| цигани           | 24             | 5,6 %    |
| турки            | 12             | 2,8 %    |
| Всього відповіли | 428            |          |

Розподіл населення за віком у 2011 році:
Динаміка населення: